# Neil Gaiman
Neil Gaiman, född 10 november 1960 i Portchester, Hampshire, är en brittisk manusförfattare, författare, skribent och redaktör. Han är bland annat känd för sin serie The Sandman.

## Biografi
Gaiman växte upp i East Grinstead, nära Scientologikyrkans högkvarter Saint Hill Manor, där Gaimans far, David Gaiman, arbetade. David Gaiman hade en ledande ställning i brittiska Scientologikyrkan, bland annat som PR-chef för den brittiska grenen, och var en av dess talespersoner under 60- och 70-talet.
Romanen Amerikanska gudar (American Gods) tilldelades Hugopriset 2002, en bedrift som upprepades 2009, då The Graveyard Book tog hem inte bara Hugopriset utan även Newberymedaljen och Locuspriset för bästa YA-roman. Följande år fick boken även Carnegie Medal.
Gaiman har tre barn med sin första fru Mary McGrath. 2011 gifte han sig med artisten Amanda Palmer och de fick en son ihop 2015, men separerade 2022.

### Serier
- Black Orchid
- Batman (enstaka avsnitt)
- The Sandman
- Books of Magic
- Miracleman
- Spawn (enstaka avsnitt)
- Spirit (enstaka avsnitt)
- Eternals

### Böcker
- Goda omen (Good Omens) (tillsammans med Terry Pratchett) (översättning Peter Lindforss, B. Wahlström, 2000)
- Kandela (Cinnamon) (översättning Göran Ribe, Epix, 2018)
- Neverwhere (Neverwhere) (översättning Hans Berggren, Forum, 1998)
- Dagen då jag bytte min pappa mot två guldfiskar (The Day I Swapped My Dad for Two Goldfish) (översättning Horst Schröder, Epix, 2015)
- Smoke and Mirrors (samling av noveller, korta texter och dikter)
- Stjärnstoft (Stardust) (översättning Ylva Spångberg, B. Wahlström, 2000)
- Amerikanska gudar (American Gods, 2001) (översättning Ylva Spångberg, Forum, 2003)
- Coraline (Coraline) (översättning Kristoffer Leandoer, Bonnier Carlsen, 2003)
- Two Plays for Voices
- Vargarna i väggen (Wolves in the Walls) (översättning Horst Schröder, Epix, 2012)
- Anansi Boys
- Fragile Things: short fictions and wonders (2006)
- Kyrkogårdsboken (The Graveyard Book, 2008) (översättning Kristoffer Leandoer, Bonnier Carlsen, 2010)
- Odd och frostjättarna (Odd and the frost giants) (översättning Kristoffer Leandoer, Bonnier Carlsen, 2010)
- Farliga alfabetet (The dangerous alphabet) (översättning Horst Schröder, Epix, 2015)
- Blåbärsflicka (Blueberry Girl) (översättning Horst Schröder, Epix, 2017)
- Mitt vilda hår (Crazy hair) (översättning Stefan Diös & Horst Schröder, Epix, 2014)
- Vägledning (Instructions) (översättning Göran Ribe, Epix, 2013)
- Oceanen vid vägens slut (The ocean at the end of the lane) (översättning Kristoffer Leandoer, Bonnier Carlsen, 2014)
- Chus dag (Chu's day) (översättning Horst Schröder, Epix, 2014)
- Splods öga (Fortunately, the milk) (översättning Kristoffer Leandoer, Bonnier Carlsen, 2015)
- Chu's First Day of School
- Den sovande och sländan (The sleeper and the spindle) (översättning Kristoffer Leandoer, Bonnier Carlsen, 2015)
- Nordiska myter (Norse Mythology) (översättning Kristoffer Leandoer, Bonnier Carlsen, 2017)

### Film och tv
- Neverwhere (1996)
- Prinsessan Mononoke (1997)
- MirrorMask (2005)
- Stardust (2007)
- Beowulf (2007)
- Coraline och spegelns hemlighet (2009)
- The Guild (säsong 5, avsnitt 7, 2011) (cameoroll)
- Simpsons (säsong 23, avsnitt 6, 2011) (röstroll)
- Lucifer (säsong 3, avsnitt 26, 2018) (röstroll)

## Priser och utmärkelser
- Bram Stoker Award (2001)[6]
- Hugo Award (2002)[6]
- Nebula Award (2003)[6]
- Hugo Award (2009)[6]
- Newbery Medal (2009)[6]
- Carnegie Medal (2010)[6]